# Quilindschy Hartman
Quilindschy Hartman (* 14. November 2001 in Zwijndrecht, Niederlande) ist ein niederländischer Fußballspieler. Er spielt beim FC Burnley und ist ein niederländischer Nationalspieler.

## Karriere

### Verein
Quindschly Hartman spielte bis 2010 bei VVGZ und bei Excelsior Rotterdam, bevor er in die Fußballschule von Feyenoord Rotterdam wechselte. Am 21. August 2022 gab er beim 1:0-Auswärtssieg gegen RKC Waalwijk sein Profidebüt. Ab November 2022 erkämpfte er sich einen Stammplatz als linker Außenverteidiger und trug zwei Toren sowie vier Vorlagen zum Gewinn der niederländischen Meisterschaft im Jahr 2023 bei.
Im Sommer 2025 wechselte er zum FC Burnley und unterschrieb dort einen Vertrag bis 2029.

### Nationalmannschaft
Am 13. Oktober 2023 gab Quindschly Hartman im EM-Qualifikationsspiel in Amsterdam gegen Frankreich sein Debüt für die niederländische Nationalmannschaft und erzielte mit dem Treffer bei der 1:2-Niederlage sein erstes Tor für die „Elftal“.